# Américo Amorim

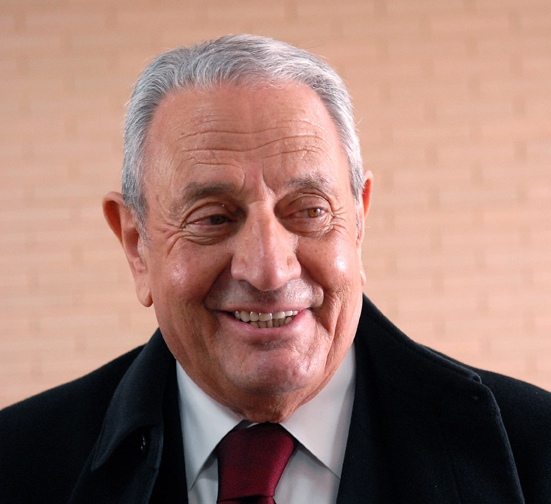
Américo Amorim (2011)

Américo Ferreira de Amorim (* 21. Juli 1934 in Mozelos, Portugal; † 13. Juli 2017) war ein portugiesischer Unternehmer und besaß 50 Prozent aller Anteile an der Amorim-Gruppe.

## Leben
Nach Abschluss einer Handelsausbildung in Porto stieg er mit achtzehn Jahren in das elterliche Korkgeschäft ein. Unter seiner Regie entwickelte Corticeira Amorim sich zu einem Mischkonzern, der unter anderem auf dem Korkmarkt tätig ist; neben der Korkindustrie hat die Gruppe in Bereiche wie Möbel, Immobilien, Energie, Erdöl, Tourismus, Bankwesen und Infrastruktur investiert.
Nach der Nelkenrevolution von 1974 floh er nicht aus Portugal, sondern kaufte Land und andere Vermögenswerte, oft zu sehr günstigen Preisen. 1988 brachte er Teile seiner Gruppe an die Börse. Mit den Erlös finanzierte er die globale Expansion.
Américo Amorim war auf der Forbes-Liste von 2010 der weltweit reichsten Unternehmer auf Platz 265 sowie mit 5,7 Milliarden Dollar Vermögen reichster Mann Portugals. Corticeira Amorim, das bis auf das Jahr 1870 zurückgeht, ist eines der größten multinationalen Unternehmen portugiesischer Herkunft. Mit Aktien des Amorim-Gruppe, Corticeira Amorim, Galp Energia und Banco Popular Portugal war Amorim mit 25 Prozent einer der Hauptaktionäre der angolanischen Banco BIC Português (BIC), der drittgrößten Bank in Angola, sowie des angolanischen Zementherstellers Nova Cimangola.
Américo Amorim zählte zur dritten Generation der Familie Amorim, er war verheiratet und hatte drei Töchter sowie sechs Enkelkinder.

## Ehrungen
2006: Orden des Infanten Dom Henrique (Großkreuz)